# Bentota
Bentota – miasto w południowo-zachodniej części Sri Lanki, nad Oceanem Indyjskim przy ujściu rzeki Bentota Ganga. Położone jest w dystrykcie Galle w Prowincji Południowej. 
Miasto uważane jest za stolicę sportów wodnych na Cejlonie. 
Miasto poważnie ucierpiało podczas tsunami 26 grudnia 2004 r.

## Zabytki oraz interesujące miejsca
- wihara Wanawasa Radźa Maha - świątynia buddyjska
- wihara Galapata - świątynia buddyjska z XII w.
- Sea Turtles Conservation Project - wylęgarnia żółwi
- plaża